# Die Saga vom magischen Land Xanth
Die Saga vom magischen Land Xanth (im englischen Original: Xanth) ist ein Fantasy-Abenteuer-Zyklus von Piers Anthony mit insgesamt 47 Romanen, von denen bis Juli 2021 22 Romane ins Deutsche übersetzt wurden.
Der Roman A Spell for Chameleon (deutsch: Chamäleon-Zauber), der 1977 den Zyklus eröffnete, gewann 1978 den British Fantasy Award.

## Inhalt

### Das Land Xanth
Die Handlung der Romane spielt in Xanth, einem magischen Land, das von vielen magisch begabten Menschen und Fabelwesen bewohnt wird. Die Bewohner sind sich bewusst, dass sie in einem besonderen Land leben und dass es eine Welt außerhalb der Ihren gibt. Die Welt außerhalb Xanths, ohne Magie und magische Wesen, wird „Mundania“ genannt und ist für sie der Inbegriff alles Schrecklichen. Die Magie wird von den meisten Einwohnern, die die wahre Natur der Magie nicht kennen, als natürlicher Rohstoff angesehen und als selbstverständlich hingenommen. Magie ist allgegenwärtig, aber nach einem bestimmten Muster verteilt. Ein Wesen hat entweder ein magisches Talent, ist selbst magisch (Kissenstrauch, Vielfruchtbaum, Drache, Einhorn und viele andere) oder besitzt Intelligenz; es kann aber auch zwei der drei Bedingungen in sich vereinen. Diese Grundbedingung scheint sich aber mit dem 2. Roman (Zauber-Suche) im Umbruch zu befinden, da auch die intelligenten Zentauren magische Talente wie die Menschen entwickeln. Es kursiert die Vermutung, dass Zentauren über die Jahrtausende zu natürlichen Einwohnern Xanths geworden sind.
Bei den menschlichen Vertretern richtet sich das angeborene Talent nach strikten Regeln: Jedes Talent ist einmalig, wiederholt sich nicht (Abwandlungen sind jedoch möglich) und den mächtigsten und vielfältigsten Talenten wird der Magier-Status zugeschrieben und berechtigt zur Wahl als König.

### Charaktere
Jeder Roman erzählt die Geschichte einer bestimmten Hauptfigur und nur selten ist eine Romanfigur in mehreren Bänden Hauptperson. Obwohl die Einzelschicksale im Vordergrund stehen, wird auch oft die Rettung des Landes thematisiert. Typisch für fast jeden Roman ist, dass die Hauptfigur anfangs zum Schloss des Informations-Magiers Humfrey reist, um ihm eine Frage zu stellen (richtiger Lebenspartner, Art des eigenen magischen Talents, Hilfe zu Problemen magischer Natur). Die Lösung des oftmals verzwickten Problems führt den Helden im Verlauf des Abenteuers (Quest oder Heldenreise) zu den verschiedensten, manchmal verrücktesten Orten und Fabelwesen. Er muss Gefahren überstehen (Fleisch fressende Gewirrbäume, Nickelfüßler und andere), gewinnt aber oft auch die Freundschaft der ihm begegnenden Wesen, bis er schließlich die Lösung seines Problems erhält und nebenbei noch die Probleme anderer mitlöst. So erhält der Protagonist des zweiten Bandes The Source of Magic (1979) den Auftrag, den Ursprung der im Land herrschenden Magie zu erkunden. Dabei muss er zahlreiche Abenteuer überstehen und folgenschwere Entscheidungen treffen, darunter „wie er mit einer angriffslustigen, aber eigentlich schon für ausgestorben gehaltenen Tierart umgehen soll“. Auch wenn es sich bei jedem Roman um ein Einzelschicksal handelt, so knüpfen sie dennoch aneinander an und alte und beliebte Charaktere tauchen immer wieder auf.

### Geografie
Die geografische Form Xanths ähnelt prinzipiell der von Florida, bildet also eine vom Meer umgebene Halbinsel mit einer Verbindung zum Festland im Norden beziehungsweise Nordwesten. Diese Verbindung, auch Istmus genannt, ist gleichzeitig die feste Grenze zwischen dem magiegeprägten Xanth und Mundania. Die geographische Ähnlichkeit zu Florida, dem Heimatstaat des Autors, wird im Laufe der Serie als Witz immer wieder aufgegriffen.
Aufgrund der magischen Eigenschaften von Xanth kann der Istmus prinzipiell zu jedem Punkt (und zu jeder Zeit) in Mundania führen. So gibt es Beispiele, in denen man nach Italien oder Korea gelangt.
Etwa in der Mitte der Halbinsel verläuft die Spaltenschlucht, ein gewaltiger Graben mit einer Breite von etwa 800 Metern und einer Tiefe von etwa zwei Kilometern, der sich von der westlichen Landesgrenze bis zur östlichen zieht und von dem Spaltendrachen, einem Heißdampf speienden Landdrachen, bewacht wird. Die westliche Meeresküste wird – von der Spaltenschlucht bis fast zur Südspitze der Halbinsel – von mehreren kleinen Inseln gesäumt. Vor der Südspitze Xanths liegt die etwas größere Zentauren-Insel, der Hauptsitz der Zentauren, auch wenn es im Landesinneren weitere Zentaurendörfer gibt. Vor dem östlichen, labyrinthischen Ausläufer der Spaltenschlucht liegt die Insel der Illusionen, der ehemalige Wohnort der Zauberin Iris.
Etwa zwei Tagesmärsche (oder ein Zentauren-Tages-Ritt) nördlich der Spalte liegt im Westen das Norddorf in der Nähe der Küste. Ebenfalls nördlich der Spalte, an der Ostküste, ziehen sich nacheinander bis zum Istmus die Herrschaftsgebiete der Drachen, Kobolde, Greife, Vögel und schließlich der Oger. Jeweils westlich davon befinden sich die scharf abgegrenzten, kreisförmigen Regionen der Elemente Luft, Erde, Feuer, Wasser und der Leere.
Südlich, etwa eine halbe Tagesreise von der Spalte entfernt, liegt mittig von Xanth das Schloss des Guten Magiers Humphrey. Westlich davon, ebenfalls etwa eine halbe Tagesreise entfernt befindet sich das fast 900 Jahre alte Schloss Roogna, der alte und neue Herrschersitz der Magierkönige von Xanth.
In der südlichen Mitte der Halbinsel liegt die Region des magischen Staubes, die oberflächliche Quelle der Magie mitsamt dem in der Nähe befindlichen gleichnamigen Dorf, dessen Dorfbewohner die selbstgestellte Aufgabe übernommen haben, mithilfe gezähmter magischer Tiere (Rokhs, Hephalumphe und anderen) den magischen Staub und damit die Magie in ganz Xanth zu verteilen.
Einen weiteren Tagesmarsch südöstlich dieser Region befindet sich der Ogersee, der gleichzeitig die Heimat der Fluchungeheuer (Menschen mit der gemeinsamen Fähigkeit, verheerende, magische Flüche auszusprechen) ist. Im Unterwasserschloss derselben liegt der Ausgangspunkt eines gewaltigen Wasserstrudels, der bis in die unterirdische Heimat der Gehirnkoralle führt. Ebenso unterirdisch befindet sich auch die Stadt der Dämonen, die Höhle der Edelstein-Nymphe Juwel und der Aufenthaltsort des Großdämons X(A/N)th, der eigentlichen Quelle der Magie, die der Dämon unbewusst wie menschliche Ausdünstungen von sich gibt.

### Magie
Der Großdämon X(A/N)th ist der Grund, warum das Land Xanth magisch ist. Er lädt zwar auch die über ihm liegende Region des magischen Staubes stark auf, aber auch ohne dessen Verteilung reicht die Macht X(A/N)th's bis etwas über die natürlichen Landesgrenzen von Xanth hinaus.
Diese Magie wurde zur Zeit des Sturmkönigs (1. Camäleon-Zauber) unwissentlich durch einen magischen, für Lebewesen tödlichen, Schildstein an den Landesgrenzen aufgehalten, der eigentlich gegen mundanische Eroberungswellen schützen sollte. Dessen Nachfolger, der Verwandler-König Trent, schaffte diesen Schild jedoch ab, da er dem Land mehr schadete als nützte. Erst sehr viel später (18. Wasser-Speier) stellt sich heraus, dass Xanth durch einen seit der Frühzeit der menschlichen Besiedlung vorhandenen, magischen Schild durch Raum und Zeit von der restlichen Welt teilweise abgeschnitten und geschützt wird.
Der Großdämon ist zunächst (bis Ende Zauber-Suche) unfreiwillig anwesend, da er im Spiel um die Macht mit anderen Großdämonen wie V(E\N)us, E(R/D)e, JU(P/I)ter und anderen verlor und eine Spielstrafe absitzen muss. Nach seiner Befreiung durch Bink verschwindet er für kurze Zeit und lässt das Land ohne Magie zurück. X(A/N)th kehrt jedoch wegen Änderung der Spielregeln freiwillig an seinen Platz zurück um nachdenken zu können. Als Bedingung für sein Bleiben und die damit verbundene Rückkehr der Magie und das Überleben der xanthischen Bevölkerung in den vertrauten magischen Verhältnissen verlangt der Dämon absolute Ungestörtheit beim Nachdenken. Eine Bedingung, die König Trent mithilfe des ehemaligen Schildsteins erfüllen kann. Dieser schützt seitdem den oberirdischen Zugang zur Höhle des Dämons, den dieser bei seiner Flucht gerissen hatte.

## Interpretation
Im Verlauf des Zyklus verknüpft Anthony Fiktion und Realität, indem er beispielsweise eine Geschichte in Mundania spielen lässt, in der die Figuren an einem Schaufenster vorübergehen und einen Xanth-Roman erblicken (11./12. Himmels-Taler, Welten-Reise). Beim Lesen der Romane wird jedoch die Intention des Autors deutlich, die nicht darin besteht, den Kampf Gut gegen Böse zu schildern. Die fiktive Welt Xanth mit ihren „Wirklichkeit“ gewordenen Kalauern dient Anthony als Mittel, um die amerikanische Gesellschaft satirisch darzustellen.

## Spiele
- Jody Lynn Nye: Encyclopedia of Xanth (1987), Rollenspielbuch. Tor Books, ISBN 978-0-8125-6417-4.
- Xanth (1991), Brettspiel für 1–6 Spieler. Mayfair Games
- Companions of Xanth (1993), Computerspiel. Legend-Entertainment
- Xanth Quest (2001), Kartenspiel für 2 Spieler, Warp Spawn Games